# Золоторучье
Золоторучье — село в Угличском районе Ярославской области России.
В рамках организации местного самоуправления входит в Слободское сельское поселение, в рамках административно-территориального устройства — в Слободской сельский округ.

## География
Расположено на правом берегу Волги, на северной границе города Углича.

## История
Храм был построен в 1753 году отставным капитаном лейб-гвардии Василием Федоровичем Сухово-Кобылиным с двумя престолами: главный в честь пророка Илии, зимний — в честь Николая Чудотворца. Здание церкви имело вход через колокольню со стороны Волги. Однако 1 марта 1924 года колокольню снесли, обрушили в реку.
В конце XIX — начале XX село входило в состав Ермоловской волости Угличского уезда Ярославской губернии.
С 1929 года село входило в состав Грибановского сельсовета Угличского района, с 1954 года — в составе Высоковского сельсовета, в 1980-х годах — в составе Слободского сельсовета (сельского округа), с 2005 года — в составе Слободского сельского поселения.

## Население
| 1859 | 1914 | 2007 | 2010 |
| ---- | ---- | ---- | ---- |
| 290  | ↗382 | ↘158 | ↘157 |

### Известные жители
- Кассиан (1899—1990) — архиепископ Костромской и Галичский.

## Достопримечательности
В селе расположена действующая Церковь Илии Пророка (1753).